# Salinomys delicatus
Salinomys delicatus là một loài động vật có vú trong họ Cricetidae, bộ Gặm nhấm. Loài này được Braun & Mares miêu tả năm 1995.